# Gonarthrus monticola
Gonarthrus monticola är en tvåvingeart som beskrevs av Hesse 1938. Gonarthrus monticola ingår i släktet Gonarthrus och familjen svävflugor. Inga underarter finns listade i Catalogue of Life.